# Ana de Mendoza de la Cerda

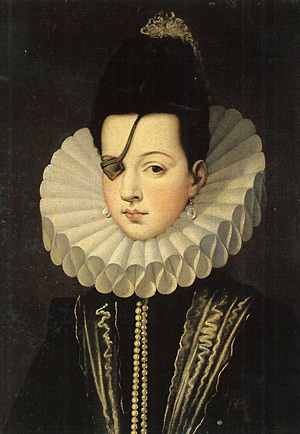
Ana de Mendoza, prinsessa av Éboli

Ana de Mendoza de la Cerda, Prinsessan av Eboli, grevinna av Melito och hertiginna av Pastrana, (Cifuentes, Guadalajara, 29 juni 1540 – Pastrana, 2 februari 1592) var en spansk aristokrat.

## Biografi

### Uppväxt
Doña Ana tillhörde en av de mäktigaste kastilianska familjerna under denna epok: Mendoza. Hon var enda barnet i äktenskapet mellan Don Diego Hurtado de Mendoza y de la Cerda, vicekung av Aragonien och också vicekung av Katalonien och doña Catalina de Silva. Hon gifte sig vid 12 års ålder (1552) med Ruy Gómez de Silva, på rekommendation av prins Filip, senare Filip II. Hennes make var prins av Éboli (en stad i konungariket Neapel) och kungens minister. Ruys åtaganden ledde till att han befann sig i England under de första fem åren av äktenskapet, bara tre månader var makarna tillsammans.
Hon var en av de mest begåvade kvinnorna på sin tid, och fastän hon förlorade ett öga under en fäktningsövning, ansågs hon som en av de vackraste kvinnorna vid det spanska hovet. Bland de teorier som behandlar förlusten av hennes högra öga är den som fått mest stöd, den som säger att prinsessan i sin ungdom skadades av spetsen på en florett i handen på en page. Men detta är inte klarlagt, kanske var hon inte enögd utan i stället skelögd, men det finns få uppgifter om denna fysiska defekt. I varje fall påverkade inte defekten skönheten i hennes ansikte. Hennes stolta karaktär och hennes kärlek till lyxen blev hennes bästa kännetecken och hon kom att utöva ett stort inflytande vid hovet.

### Äktenskap och barn
Under tiden för sitt äktenskap var Annes liv stabilt och man känner inte några äventyr eller problem. De fick tio barn:
- Diego (c.1558–1563)
- Ana de Silva y Mendoza (1560–1610), gift med Alonso Pérez de Guzmán el Bueno y Zúñiga, 7:e hertig av Medina Sidonia.[1]
- Rodrigo de Silva y Mendoza (1562–1596)
- Pedro de Silva y Mendoza (omkring 1563): Dog som barn.
- Diego de Silva y Mendoza (1564–1630)
- Ruy de Silva y Mendoza (1565–¿?)
- Fernando de Silva y Mendoza, senare broder Pedro González de Mendoza, (1570–1639)
- María de Mendoza y María de Silva (c. 1570): tvillingar, dog som barn.
- Ana de Silva y Mendoza (1573–1614)

### Konflikten med Teresa av Ávila

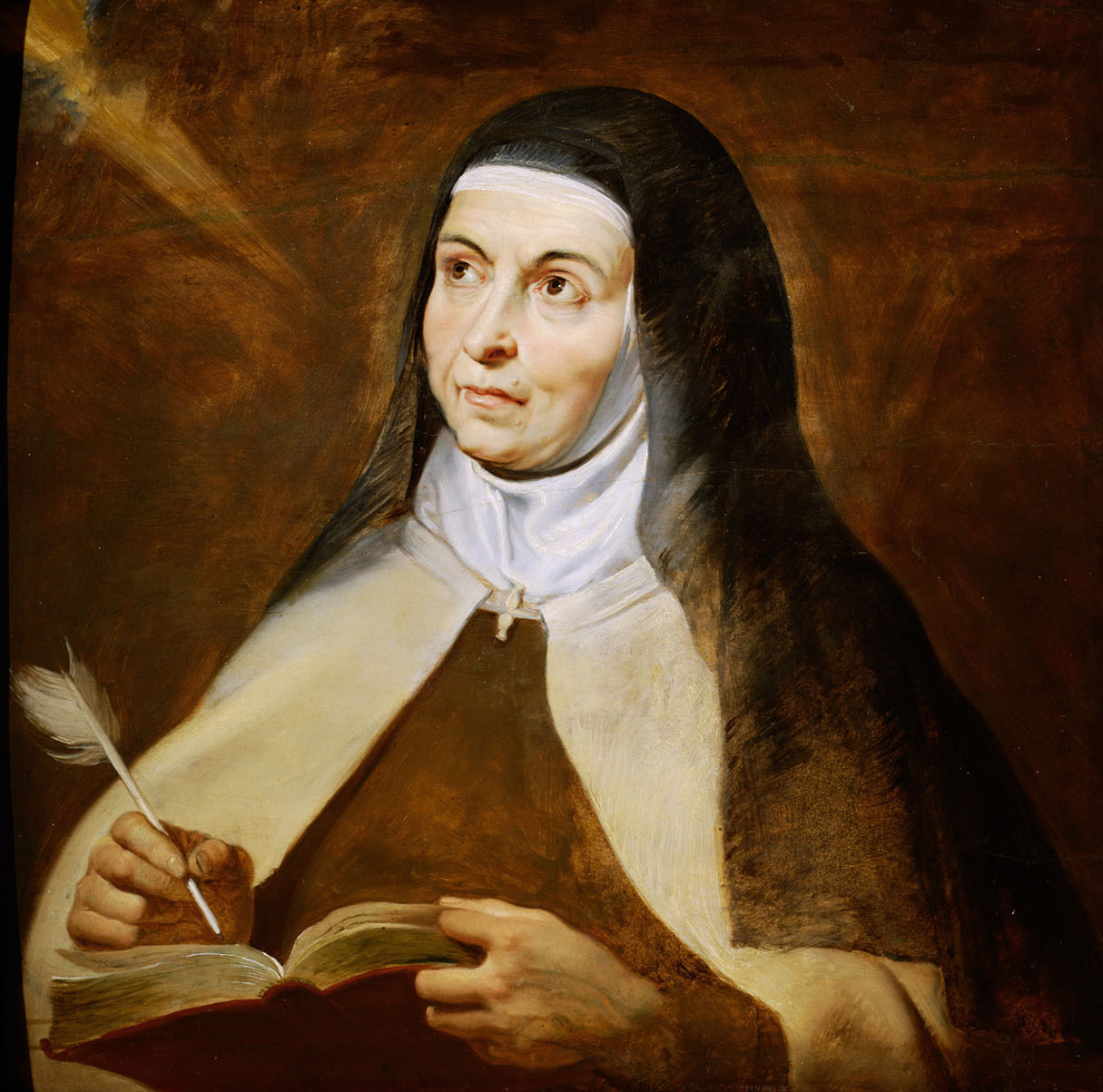
Teresa av Ávila hade flera sammanstötningar med prinsessan.

Tillsammans med sin man understödde man de två karmelitklostren i Pastrana. Hon försvårade arbetet eftersom hon ville att klosten skulle konstrueras enligt hennes diktat, vilket orsakade många konflikter med nunnor, präster och särskilt med Teresa av Ávila, grundare av karmelitorden. Ruy Gómez de Silva slöt fred, men när han dog återkom problemen, eftersom prinsessan ville bli nunna och att hennes tjänstefolk också skulle bli det. Detta beviljades motvilligt av Teresa av Ávila och prinsessan placerades i en sträng cell. Snart tröttnade hon på denna cell och flyttade till ett hus i klostrets trädgård tillsammans med sina pigor. Där hade hon förvaringsutrymmen för sina påkostade dräkter och smycken. Dessutom hade hon direkt anslutning till gatan och kunde gå ut efter behag. Ställda inför detta och på order av Teresa lämnade alla nunnorna klostret och övergav Pastrana, vilket lämnade Ana ensam. Hon återvände då till sitt palats i Madrid, men inte förrän hon hade publicerat en förvrängd biografi om Teresa, vilket orsakade en skandal i inkvisitionen, som förbjöd boken i tio år.

### Efter Ruy Gomez de Silvas död
Efter Ruy Gomez de Silvas plötsliga död 1573, såg sig Ana tvingad att förvalta en stor egendom, som för återstoden av hennes liv gav henne problem. Tack vare sitt inflytelserika efternamn, kunde hon ge en bra start för sina barn. Hennes äldsta dotter Ana skulle gifta sig med Alonso Pérez de Guzman el Bueno y Zúñiga, 7:e hertig av Medina Sidonia, näste, Rodrigo, var arvtagare till hertigdömet Pastrana. Diego skulle bli hertig av Francavilla, vicekung av Portugal och markis av Allenquer. Hennes son Ferdinand fick börja studera religion inför möjlighet till att bli kardinal, men han valde att ändra sitt namn till broder Pedro González de Mendoza (som sin gammelfarfar, Storkardinalen Mendoza) och blev ärkebiskop.

### Filip II och intrigerna vid hovet
Tack vare sin höga position, upprätthöll hon nära förbindelser med kronprinsen och senare kung Filip II, som fick många att klassificera henne som kungens älskarinna, främst under dennes äktenskap med flickan Elisabeth av Valois, som hon var väninna till. Vad som förefaller vara klarlagt är, att sedan hon blivit änka 1573 upprätthöll hon förbindelser med Antonio Perez, som var kungens sekreterare. Antonio var lika gammal som Ana och ingen vet riktigt om det helt enkelt var en fråga om kärlek, politik, eller sökandet efter det stöd hon saknade sedan hennes man hade dött. Detta förhållande upptäcktes av Juan de Escobedo, sekreterare till Don Johan av Österrike, och som också hade kontakter med de holländska rebellerna. Antonio Perez, som var rädd för att avslöja hemligheten, klagade inför kungen över de allvarliga politiska intrigerna och Escobedo hittades nedstucken. Den allmänna opinionen anklagade Perez för mordet, men ett år gick innan kungen beordrade hans gripande. Orsakerna till intrigerna som ledde till mordet på Escobedo och prinsessans fall är inte klarlagda. Det verkar troligt, eventuellt ihop med avslöjandet av kärleksaffären mellan Ana och Antonio Perez, att det också förekom andra skäl, såsom en komplicerad intrig mellan de båda rörande successionen till Portugals vakanta tron och mot Johan av Österrike i hans försök att gifta sig med Maria Stuart.

### Inspärrningen

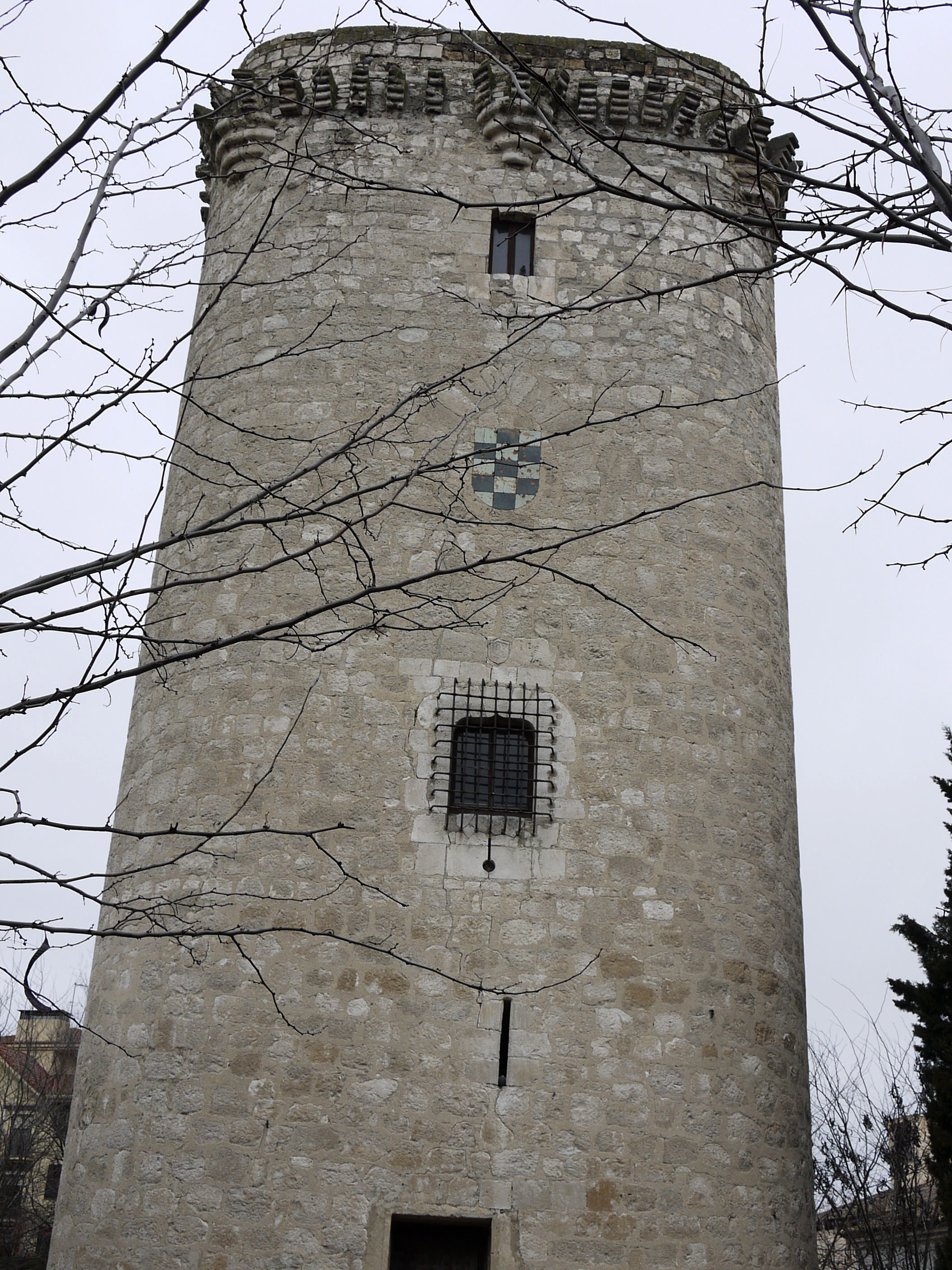
Ébolitornet i Pinto

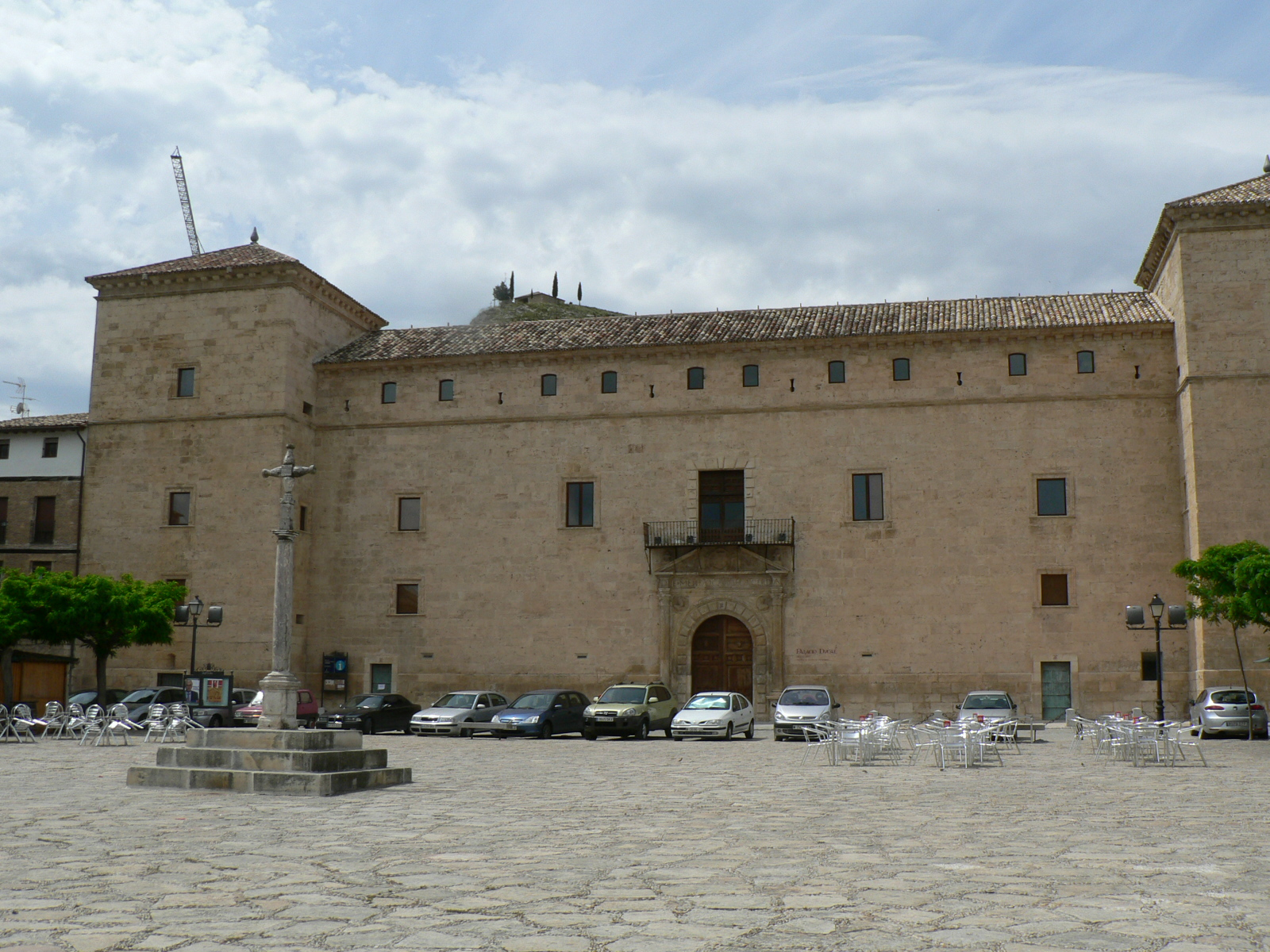
Palatset Ducal de Pastrana, platsen där prinsessan satt inspärrad.

Prinsessan spärrades in av Felipe II 1579, först i Ébolitornet (i Pinto), sedan i Slottet Santorcaz och förmyndaren för hennes barn och för förvaltningen av hennes egendom flyttades 1581 till Ducalpalatset i Pastrana, där hon dog i närvaro av sin yngsta dotter Ana de Silva (kallad Ana, liksom den äldsta dottern till prinsessan blev hon senare nunna) och tre pigor. Den gallerförsedda balkongen i palatset mot torget är välkänd, där den melankoliska prinsessan visade sig. Efter Antonio Perez flykt till Aragonien 1590, beordrade Filip II att sätta galler för dörrar och fönster i Ducalpalatset.
Orsaken till Filip II:s grymma inställning till Ana är inte heller klarlagd. Ana kallade i sina brev monarken för "kusin" och i ett av breven bad hon att kungen skulle "skydda henne som en gentleman." Filip II talade om henne som "kvinnan" (la hembra).
Det är märkligt, att samtidigt som Filips inställning till Ana var hård och oproportionerlig, skyddade han alltid och såg efter barnen efter henne och hans tidigare vän Ruy. Filip II utsåg en administratör för deras omsorg och senare överlämnades räkenskaperna till hans son Fray Pedro i syskonens frånvaro.
Ana de Mendoza dog i Pastrana 1592. Ana och Ruy är begravda tillsammans i Pastranas domkyrka.

## Prinsessan av Eboli, film
2008 presenterades filmen Intrigen i El Escorial, regisserad av Antonio del Real som berättade, med en relativt god verklighetsförankring om intrigerna mellan Antonio Perez och Prinsessan av Éboli. Sistnämnda rollen spelades av den engelska skådespelerskan Julia Ormond.

## Fotnoter och källor
1. ↑  Prinsessan av Éboli nådde inte tronen men hennes dotter Ana gifte sig med Alonso Pérez de Guzmán el Bueno y Zúñiga, 7:e hertig av Medina Sidonia. Deras son Juan Manuel Pérez de Guzmán y Silva, 8:e hertig av Medina Sidonia, fick en dotter, Luisa Francisca de Guzmán som gifte sig med Hertigen av Braganza som gjorde uppror 1640 mot Filip IV, och sedan kom att bli kung Johan IV av Portugal, och Luisa blev drottning och sedan regent när hennes son var omyndig.